# Boom Crash Opera
Boom Crash Opera — австралийская поп-рок-группа, образованная в конце 1984 года. Согласно AllMusic они — шумные альтернативные рокеры из Мельбурна, которые стали частью мини-австралийского бума в конце 1980-х. Изначально основанная на авторском партнерстве Ричарда Плезанса и Питера Фарнана, группа позже присоединилась к Дейлу Райдеру (вокал), Питеру «Маз» Маслену (ударные) и Грегу О’Коннору (клавишные). У Плезанса развился тиннитус из-за постоянного воздействия громкой живой музыки, и в 1992 году он ушел, чтобы заняться сольной карьерой в качестве артиста и продюсера. О’Коннор ушел в 1994 году.
Текущий состав включает Дейла Райдера (вокал), Питера «Маз» Маслена (ударные), Питера Фарнана (гитара) и Джона Фаваро (бас).
Их самые высокие места в чартах занимают альбомы Boom Crash Opera (1987), These Here Are Crazy Times! (1989) и Fabulous Beast (1993). В двадцатку лучших синглов вошли «Great Wall» (1986), «Hands up in the Air» (1986), «Onion Skin» (1989) и «Gimme» (1994). В США «Onion Skin» достигла 8-го места в чарте Billboard Modern Rock Tracks. Австралийский музыковед Иэн Макфарлейн отметил, что у группы был «сильный визуальный образ, а сверхъестественная способность её главных авторов сочинять цепляющие, коммерческие песни обеспечила череду успешных релизов».

## Дискография
Смотри статью «Дискография Boom Crash Opera» в англ. разделе.
- Boom Crash Opera (1987)
- These Here Are Crazy Times! (1989)
- Fabulous Beast (1993)
- Born (1995)
- Gizmo Mantra (1997)
- Dancing in the Storm (2009)